# 综合多媒体系统中心
综合多媒体系统中心（Integrated Media Systems Center at USC，簡稱IMSC）是南加州大学专门研究网络及多媒体的工程研究中心（ERC），設立資金則由国家科学基金会（NSF）提供。

## 历史
建于1995年底，通过与包括麻省理工及斯坦福大学在内的多所学校的竞争，于1996年5月23日获得国家科学基金会(NSF)$12,400,000,为期五年的资金。包括学校，企业界，其他政府机构:国防先进研究计划署（DARPA）, 美国国防部，美国国家航空航天局（NASA），美国国立卫生研究院（the National Institutes of Health）在内的其他方面资金援助使五年为期的总资金数达到$50,000,000 （1996－2001）。用以支持声音技术、多媒体网络、数据压缩、计算机动画和图形技术、无线网技术等方面的研究。
当时支持（拥有）5名教员，28名研究人员，42名研究生助研和80名本科生。最早位于电子工程和计算工程系的（Hughes Electronic Engineering Center）第一层，1996年后移至现址（Powell Hall of Engineering）。

## 现状
从诞生起，综合多媒体系统中心共产生了119项发明，66项专利，9项获奖专利，112项商业许可和技术转让，孵化了10个公司。仍有超过35项先进技术可供转让。此外，还在期刊杂志上发布了643篇学术论文，发布了1590篇会议论文。
综合多媒体系统中心现包括九个教学专业学位计划：
- 面向工程学院本科的多媒体和创新技术的辅修学位，
- 面向非工程学院本科的互动多媒体辅修学位，
- 面向工程学院本科和非工程学院本科三个视频游戏计划：

- 视频游戏编程的本科辅修学位，
- 视频游戏设计和管理的本科辅修学位，
- 视频游戏产品认证的项目；

- 综合多媒体系统方向的电子工程理学本科学位，
- 综合多媒体系统的硕士学位，
- 多媒体和创新技术方向的电子工程硕士学位，
- 多媒体和创新技术方向的计算机科学硕士学位。

综合多媒体系统中心还包括一家出版社－综合多媒体系统中心出版社（IMSC Press），和著名的科技出版公司Prentice Hall一道出版系列书籍。
综合多媒体系统中心现有26名教员，187名研究生助研和32名本科生助研，以及4名管理人员。中心年度预算约为：$10,000,000.

## 历任中心主任
- C.L. Max Nikias（现任南加州大学工程学院院长，校监理事）1996－2000
- Ulrich Neumann， 2000－2004
- Adam Clayton Powell III，现任主任，2004－